# 星艦前傳
《星艦前傳》（英語：Star Trek: Enterprise，簡稱為ST:ENT或ENT）是一部将剧情设定在《星艦奇航記》的宇宙的科幻电视连续剧。于2001年9月26日在美国首映。记述联邦建立前，第一艘曲速5级的地球星舰企業號（NX-01）全体成员的历险故事。
《星艦前傳》是其他《星舰奇航记》剧集和电影的前传。序章《干戈玉帛》始于2151年，设定于联邦成立十年之前，大约在电影《戰鬥巡航》与剧集《星際爭霸戰》的时间设定之间。
2005年2月2日，派拉蒙电视宣布终止《进取号》的拍摄计划，至此《星艦前傳》已拍摄四个季度98集，成为继第一部《星際爭霸戰》后的又一部被播放公司终止的作品。尽管有此宣告，这部剧集被允许将本季度的制作加以完成，2005年5月13日，播出最后两集。

## 里程碑
在《星际旅行》系列剧集中，《进取号》有如下里程碑式的进步：
- 第一部使用宽屏幕的《星际旅行》系列剧集
- 第一部使用HDTV播放的《星际旅行》系列剧集
- 第一部通过数码摄像完成的《星际旅行》系列剧集[4]
- 自《下一代》后的又一部由新人演出的《星际旅行》系列剧集
- 第一部拥有带歌词主题曲的《星际旅行》系列剧集（《星際爭霸戰》的主题曲亦有歌词，但是从未被使用过）
- 第一部有播客解说的《星际旅行》系列剧集
- 第一部拍摄了其他行星画面（由派往火星的探路者号拍摄的索杰纳号漫游车靠近“瑜伽石”（Yogi Rock）的画面，被使用在片头曲的画面中）的《星际旅行》系列剧集（实际上，是历史上第一部这样的科幻电视剧或电影）

## 情节

《进取号》主要角色 上排左起为轮机长查尔斯·塔克、船长乔纳森·亚彻、科学官特珀。下排左起为大夫法洛克斯、舵手特拉维斯·梅威瑟、通讯官佐藤星、安全官麦尔康·李德

### 纵览
在珍妮薇与皮卡尔之前，在西斯科、史波克和柯克之前，还有第一组探索外太空的船员，他们为后人铺平了道路。最后的边疆……这是一个新的开始，进取号。——UPN 2001年夏季的宣传材料
该剧故事始于《星际旅行》历代剧集之前，可被认为是《星际旅行》的前传。时间设定于地球公元2150年左右，大约距人类科学家第一次发现曲速原理一百年后。经过近百年的艰辛努力，人类终于研制成功了第一套可以稳定超光速飞行的曲速引擎，并为之建造了一艘人类历史上最大的太空飞船“进取号”。在剧集中，这艘飞船代表着人类几代努力的结晶，被认为象征着人类不断进取、努力前进的精神，并将带领探险者们进入“人类前所未至的宇宙洪荒”。
在本剧中，进取号出发时间设定于星际联邦成立十年前，描写了乔纳森·亚契船长和进取号（NX-01）的船员一起历险的故事。进取号是第一艘能以曲速5的速度航行的地球星舰，这使得它的船员们能和很多外星种族进行第一次接触。他们遇到了一些后来经常出现在《星际旅行》世界的种族如泰勒人和安多利亚人，亚契船长认识了一个非常著名的名叫舒朗的安多利亚人。系列结束于2154年行星联合的成立，行星联合则是2161年成立的星际联邦前身。（在该剧的最后一集中，在2370年进取号-D的全息甲板上演示过）

## 演員陣容

### 主角
| 演员              | 军衔                                            | 角色            | 职务                                          |
| 史考特·巴库拉     |                                                 | 乔纳森·阿彻     | 舰长                                          |
| 茱莲娜·布蕾罗克   | 少校（Sub Commander） 中校（Commander，S4晉任） | 特珀            | 大副；船上唯一的瓦肯人船員                    |
| 康纳·崔尼尔       | 中校 （Commander）                              | 查尔斯·塔克三世 | 輪機長                                        |
| 多米尼克·基廷     | 中尉 （Lieutenant）                             | 麦尔康·李德     | 戰術官                                        |
| 朴琳达            | 少尉 （Ensign）                                 | 佐藤星          | 通訊官                                        |
| 安瑟尼·蒙特哥莫瑞 | 少尉                                            | 特拉维斯·梅威瑟 | 舵手                                          |
| 约翰·比林斯雷     |                                                 |    | 首席醫官，德諾布拉人（Denobulan），船上的醫生 |

### 經典角色
參見：《星艦奇航記》系列跨越演出人員
- ，飾演「宋博士」（Arik Soong，《星际旅行：下一代》的製造者Noonien Soong的曾祖父）。

## 外部連結
- 在Netflix上觀看《星艦前傳》